# Lac Bay Mau
Le lac Bảy Mẫu (vietnamien : Hồ Bảy Mẫu) est un lac situé dans le district de Hai Ba Trung à Hanoï au Viêt Nam.

## Description
Le lac est au centre du Parc Thống Nhất.